# كيث كراون
كيث كراون (بالإنجليزية: Keith Crown)‏ هو رسام أمريكي، ولد في 27 مايو 1918، وتوفي في 31 يناير 2010.